# Рыжков, Сергей Сергеевич
Серге́й Серге́евич Рыжко́в (укр. Сергій Сергійович Рижков; 22 июня 1958, Николаев — 1 ноября 2017, там же) — советский и украинский учёный, профессор, академик Академии наук высшей школы Украины. Директор научно-исследовательского института проблем экологии и энергосбережения, заведующий кафедрой экологии и ректор Национального университета кораблестроения имени адмирала Макарова.

## Биография
- Окончил с отличием в 1981 году машиностроительный факультет Николаевского кораблестроительного института.
- Защитил кандидатскую диссертацию в 1985 году в Одесском институте инженеров морского флота.
- В 1993 году защитил докторскую диссертацию по специальности «Судовые энергетические установки».
- 19 октября 2008 года был выбран ректором Национального университета кораблестроения имени адмирала Макарова[1], в должность вступил 21 октября того же года[2].

Хобби — бадминтон, мастер спорта Украины.
Член Партии зелёных Украины с 2006 года.
Депутат Николаевского областного совета V и VI созыва.
Умер от рака в 2017 году.

## Награды
- Государственная премия Украины в области науки и техники 2011 года — за создание универсальных транспортных судов и средств океанотехники (в составе коллектива)[3]